# Dinoderus papuanus
Dinoderus papuanus är en skalbaggsart som beskrevs av Pierre Lesne 1899. Dinoderus papuanus ingår i släktet Dinoderus och familjen kapuschongbaggar. Inga underarter finns listade i Catalogue of Life.